# Irene von Meyendorff
Irene von Meyendorff, född 6 juni 1916 i Reval i guvernementet Estland, död 28 september 2001 i Kings Somborne i  Hampshire, var en tysk skådespelare. Hon medverkade i nära 40 filmer, ofta i roller som eleganta kvinnor. Hon tilldelades 1988 filmpriset Filmband in Gold.

## Filmografi, urval
- 1939 – Vi dansa runt världen
- 1941 – Fröken Casanova
- 1942 – Den gudarna älska
- 1943 – Johann
- 1944 – Vildfågel
- 1945 – Brinnande hjärtan
- 1948 – Film utan namn
- 1950 – Våld i hemlighet
- 1954 – Hans okända modell
- 1960 – Spionfällan
- 1968 – Mayerling